# Pawnee County (Oklahoma)
Pawnee County ist ein County im Bundesstaat Oklahoma der Vereinigten Staaten. Der Verwaltungssitz (County Seat) ist Pawnee. Das U.S. Census Bureau hat bei der Volkszählung 2020 eine Einwohnerzahl von 15.553 ermittelt.

## Geographie
Das County liegt im mittleren Norden von Oklahoma, ist etwa 50 km von Kansas entfernt und hat eine Fläche von 1541 Quadratkilometern, wovon 66 Quadratkilometer Wasserfläche sind. Es grenzt im Uhrzeigersinn an folgende Countys: Osage County, Tulsa County, Creek County, Payne County und Noble County.

## Geschichte
Pawnee County wurde 1893 als Original-County aus Teilen des Cherokee Outlet gebildet. Benannt wurde es nach den Pawnee, einem nordamerikanischen Indianerstamm, nachdem es vorher den provisorischen Namen County Q getragen hatte.  Besiedelt wurde das County durch angloamerikanische Siedler während der vierten offiziellen Land-Besitznahme (Oklahoma Land Run) vom 16. September 1893.
13 Bauwerke und Stätten des Countys sind im National Register of Historic Places (NRHP) eingetragen (Stand 6. Juni 2018).

## Demografische Daten

Alterspyramide des Pawnee County

Nach der Volkszählung im Jahr 2000 lebten im Pawnee County 16.612 Menschen in 6.383 Haushalten und 4.748 Familien. Die Bevölkerungsdichte betrug 11 Einwohner pro Quadratkilometer. Ethnisch betrachtet setzte sich die Bevölkerung zusammen aus 82,27 Prozent Weißen, 0,69 Prozent Afroamerikanern, 12,13 Prozent amerikanischen Ureinwohnern, 0,20 Prozent Asiaten, 0,05 Prozent Bewohnern aus dem pazifischen Inselraum und 0,24 Prozent aus anderen ethnischen Gruppen; 4,42 Prozent stammten von zwei oder mehr Ethnien ab. 1,16 Prozent der Bevölkerung waren spanischer oder lateinamerikanischer Abstammung.
Von den 6.383 Haushalten hatten 32,6 Prozent Kinder unter 18 Jahre, die im Haushalt lebten. 61,6 Prozent waren verheiratete, zusammenlebende Paare, 9,0 Prozent waren allein erziehende Mütter. 25,6 Prozent waren keine Familien, 22,8 Prozent waren Singlehaushalte und in 11,0 Prozent der Haushalte lebten Menschen im Alter von 65 Jahren oder darüber. Die durchschnittliche Haushaltsgröße betrug 2,58 und die durchschnittliche Familiengröße betrug 3,02 Personen.
26,5 Prozent der Bevölkerung waren unter 18 Jahre alt, 7,3 Prozent zwischen 18 und 24, 26,2 Prozent zwischen 25 und 44, 25,2 Prozent zwischen 45 und 64 und 14,8 Prozent waren 65 Jahre oder älter. Das Durchschnittsalter betrug 38 Jahre. Auf 100 weibliche Personen kamen 97,4 männliche Personen. Auf 100 Frauen im Alter von 18 Jahren oder darüber kamen 94,4 Männer.
Das jährliche Durchschnittseinkommen eines Haushalts betrug 31.661 USD und das durchschnittliche Einkommen einer Familie betrug 37.274 USD. Männer hatten ein durchschnittliches Einkommen von 29.946 USD gegenüber den Frauen mit 21.069 USD. Das Prokopfeinkommen betrug 15.261 USD. 9,6 Prozent der Familien und 13,0 Prozent der Bevölkerung lebten unterhalb der Armutsgrenze.